# Света Троица (Драгалевци)
„Света Троица“ е българска православна църква в квартала на столицата София – Драгалевци.

## Местоположение
Храмът е разположен в центъра на Драгалевци.

## История
Църквата е построена през периода 1893 – 1898 година и е осветена в 1898 година от митрополит Партений Софийски в присъствието на цар Фердинанд I Български.

## Архитектура
В архитектурно отношението църквата е умалено копие на Шипченския манастир в руски стил. В 1956 – 1958 година църквата претърпява реконструкция и става кръстокуполна, със зидан купол, притвор и камбанария над притвора. Камбанарията има оригинална украса от италиански теракот. Храмът е с един свети престол.
Иконостасът и владишкият трон са с дърворезба. Иконостасът е дело на дебърски майстори от рода Филипови. Две икони – на Свети цар Борис I и на Св. св. Кирил и Методий са дар от цар Фердинанд. Част от иконите в храма са на Алексо Василев.
Храмът притежава четири мощехранителници с мощи на Св. Йоан Златоуст, на Св. Трифон, на Св. Панталеймон, а в четвъртата мощехранителница се съхраняват мощи от няколко светци. В църквата има копие на Хилендарската чудотворна икона.